# Szalmán Hán
Szalmán Hán (született Abdul Rasid Salim Salman Khan néven 1965. december 27. –) hindi nyelven: सलमान ख़ान, urdu nyelven: سلمان خان, kiejtés: /səlmɑːn xɑːn/ indiai színész.
Salman első filmszerepét 1988-ban kapta a Biwi Ho To Aisi című filmben. Első főszerepe 1989 -ben a Maine Pyar Kiya című filmben volt, amiért megkapta a legjobb debütáló férfi színész díját. Több sikeres filmben szerepelt ezután (Saajan (1991), Ki vagyok én neked? (1994), Karan Arjun (1995), Judwaa (1997), Pyar Kiya To Darna Kya (1998)).
1999-ben Khan elnyerte a legjobb férfi mellékszereplő Filmfare díjat a Valami mindig történik (1998) című filmben nyújtott alakításáért. Sikerét követően több film főszereplője is volt (Már másé a szívem (1999), Tere Naam (2003), Mujhse Shaadi Karogi (2004), Behajtani tilos (2005), Partner (2007), Wanted (2009), Veer (2010), Dabangg (2010)). Utóbbi filmje, amiben játszott, a második legnagyobb bevételt hozó bollywoodi film Indiában. Salman Khan a hindi nyelvű film egyik legjelentősebb színésze Sáhruh Khán és Ámir Khán mellett.
Being Human Foundation néven jótékonysági alapítványt hozott létre.

## Család
Salman Khan édesapja a forgatókönyvíró Salim Khan. Édesanyja Salma Khan (leánykori név Sushila Charak), apai nagyapja Afganisztánból jött és telepedett le Indiában. Salman mostohaanyját Helen-nek hívják bollywoodi színésznő, aki együtt szerepelt vele Khamoshi: A musical (1996) és a Hum Dil De Chuke Sanam (1999) című filmekben. Két öccse van Arbaaz Khan és Sohail Khan, mind a ketten a filmes szakmában tevékenykednek, több közös filmje is van a három testvérnek. Sallu a legidősebb. Két húga van, Alvira Khan és Arpita Khan. Alvira férje Atul Agnihotri színész/rendező.
Khan Bandra, St. Stanislaus High School-ban tanult (Mumbai-ben) akárcsak az testvérei Arbaaz és Sohail. Korábban néhány évig együtt tanult öccsével Arbaaz-zal Scindia School, Gwalior-ban.

## Magánélet
2004-ben megszavazták hetedik legjobban kinéző embernek a világon, és a legjobban kinéző embernek Indiában a People magazin szerint. Khan részt vett számos jótékonysági rendezvényen pályafutása során.
2007. október 11-én elfogadta az ajánlatot, hogy egy viasz szobrot állítsanak róla a Madame Tussauds panoptikumban, Londonban. Ő a negyedik indiai színész akiről viasz szobrot állították.

## Filmfare díjak
- 1990: Best Debut Award – Maine Pyar Kiya
- 1996: Best Actor nomination – Karan in Karan Arjun
- 1999: Best Actor nomination – Pyaar Kiya To Darna Kya
- 1999: Best Supporting Actor – Kuch Kuch Hota Hai
- 2000: Best Actor nomination – Hum Dil De Chuke Sanam
- 2004: Best Actor nomination – Tere Naam
- 2006: Best Comedian nomination – No Entry
- 2011: Best Actor Award – Dabangg

## Filmjei
| Év   | Film                                  | Szerep                                      | Egyéb megjegyzés                                                                       |
| ---- | ------------------------------------- | ------------------------------------------- | -------------------------------------------------------------------------------------- |
| 1988 | Biwi Ho To Aisi                       | Vicky Bhandari                              |                                                                                        |
| 1989 | Maine Pyar Kiya                       | Prem Choudhary                              | Győztes, Filmfare Award Debütáló Férfi Színész. Jelölt, Filmfare Award Legjobb Színész |
| 1990 | Baaghi: A Rebel for Love              | Saajan Sood                                 |                                                                                        |
| 1991 | Sanam Bewafa                          | Salman Khan                                 |                                                                                        |
| 1991 | Patthar Ke Phool                      | Inspector Suraj                             |                                                                                        |
| 1991 | Kurbaan                               | Akash Singh                                 |                                                                                        |
| 1991 | Love                                  | Prithvi                                     |                                                                                        |
| 1991 | Saajan                                | Akash Varma                                 |                                                                                        |
| 1992 | Suryavanshi                           | Vicky/Suryavanshi Vikram Singh              |                                                                                        |
| 1992 | Ek Ladka Ek Ladki                     | Raja                                        |                                                                                        |
| 1992 | Jaagruti                              | Jugnu                                       |                                                                                        |
| 1992 | Nishchaiy                             | Rohan Yadav/Vasudev Gujral                  |                                                                                        |
| 1993 | Chandra Mukhi                         | Raja Rai                                    |                                                                                        |
| 1993 | Dil Tera Aashiq                       | Vijay                                       |                                                                                        |
| 1994 | Andaz Apna Apna                       | Prem Bhopali                                |                                                                                        |
| 1994 | Hum Aapke Hain Kaun...!               | Prem Niwas                                  |                                                                                        |
| 1994 | Chaand Kaa Tukdaa                     | Shyam Malhotra                              |                                                                                        |
| 1994 | Sangdil Sanam                         | Kishan                                      |                                                                                        |
| 1995 | Karan Arjun                           | Karan Singh/Ajay                            | Jelölt, Filmfare Award Legjobb Színész                                                 |
| 1995 | Veergati                              | Ajay                                        |                                                                                        |
| 1996 | Majhdhaar                             | Gopal                                       |                                                                                        |
| 1996 | Khamoshi: The Musical                 | Raj                                         |                                                                                        |
| 1996 | Jeet                                  | Raju                                        | Jelölt, Filmfare Award Legjobb Mellékszereplő                                          |
| 1996 | Dushman Duniya Ka                     |                                             | Különleges megjelenés                                                                  |
| 1997 | Judwaa                                | Raja/Prem Malhotra                          |                                                                                        |
| 1997 | Auzaar                                | Inspector Suraj Prakash                     |                                                                                        |
| 1997 | Dus                                   | Captain Jeet Sharma                         | Befejezetlen film                                                                      |
| 1997 | Deewana Mastana                       | Prem Kumar                                  |                                                                                        |
| 1998 | Pyaar Kiya To Darna Kya               | Suraj Khanna                                | Jelölt, Filmfare Award Legjobb Színész                                                 |
| 1998 | Jab Pyaar Kisise Hota Hai             | Suraj Dhanrajgir                            |                                                                                        |
| 1998 | Sar Utha Ke Jiyo                      |                                             | Különleges megjelenés                                                                  |
| 1998 | Bandhan                               | Raju                                        |                                                                                        |
| 1998 | Kuch Kuch Hota Hai                    | Aman Mehra                                  | Győztes, Filmfare Award Legjobb Mellékszereplő                                         |
| 1999 | Jaanam Samjha Karo                    | Rahul                                       |                                                                                        |
| 1999 | Biwi No.1                             | Prem                                        | Jelölt, Filmfare Award for Best Performance in a Comic Role                            |
| 1999 | Sirf Tum                              | Prem                                        |                                                                                        |
| 1999 | Hum Dil De Chuke Sanam                | Sameer Rafillini                            | Jelölt, Filmfare Award Legjobb Színész                                                 |
| 1999 | Hello Brother                         | Hero                                        |                                                                                        |
| 1999 | Hum Saath-Saath Hain: We Stand United | Prem                                        |                                                                                        |
| 2000 | Dulhan Hum Le Jayenge                 | Raja Oberoi                                 |                                                                                        |
| 2000 | Chal Mere Bhai                        | Prem Oberoi                                 |                                                                                        |
| 2000 | Har Dil Jo Pyar Karega                | Raj/Romi                                    |                                                                                        |
| 2000 | Dhaai Akshar Prem Ke                  |                                             | Különleges megjelenés                                                                  |
| 2000 | Kahin Pyaar Na Ho Jaaye               | Prem Kapoor                                 |                                                                                        |
| 2001 | Chori Chori Chupke Chupke             | Raj Malhotra                                |                                                                                        |
| 2002 | Tumko Na Bhool Paayenge               | Veer Singh Thakur/Ali                       |                                                                                        |
| 2002 | Hum Tumhare Hain Sanam                | Suraj                                       |                                                                                        |
| 2002 | Yeh Hai Jalwa                         | Raj 'Raju' Saxena/Raj Mittal                |                                                                                        |
| 2003 | Love at Times Square                  |                                             | Különleges megjelenés                                                                  |
| 2003 | Stumped                               |                                             | Különleges megjelenés                                                                  |
| 2003 | Tere Naam                             | Radhe Mohan                                 | Jelölt, Filmfare Award Legjobb Színész                                                 |
| 2003 | Baghban                               | Alok Raj                                    | Jelölt, Filmfare Award Legjobb Mellékszereplő                                          |
| 2004 | Garv: Pride and Honour                | Inspector Arjun Ranavat                     |                                                                                        |
| 2004 | Mujhse Shaadi Karogi                  | Sameer Malhotra                             |                                                                                        |
| 2004 | Phir Milenge                          | Rohit Manchanda                             |                                                                                        |
| 2004 | Dil Ne Jise Apna Kahaa                | Rishabh                                     |                                                                                        |
| 2005 | Lucky: No Time for Love               | Aditya                                      |                                                                                        |
| 2005 | Maine Pyaar Kyun Kiya?                | Dr. Samir Malhotra                          |                                                                                        |
| 2005 | No Entry                              | Prem                                        | Jelölt, Filmfare Award for Best Performance in a Comic Role                            |
| 2005 | Kyon Ki                               | Anand                                       |                                                                                        |
| 2006 | Saawan... The Love Season             | Sameer Sam                                  |                                                                                        |
| 2006 | Shaadi Karke Phas Gaya Yaar           | Ayaan                                       |                                                                                        |
| 2006 | Jaan-E-Mann                           | Suhaan                                      |                                                                                        |
| 2006 | Baabul                                | Avinash Kapoor                              |                                                                                        |
| 2007 | Salaam-e-Ishq: A Tribute To Love      | Rahul                                       |                                                                                        |
| 2007 | Partner                               | Prem Love Guru                              |                                                                                        |
| 2007 | Marigold: An Adventure in India       | Prem                                        | Angol nyelvű film                                                                      |
| 2007 | Om Shanti Om                          | Himself                                     | Különleges megjelenés Deewangi Deewangi című dalban.                                   |
| 2007 | Saawariya                             | Imaan                                       |                                                                                        |
| 2008 | God Tussi Great Ho                    | Arun Prajapati                              |                                                                                        |
| 2008 | Hello                                 | Cheetan Bhagat                              |                                                                                        |
| 2008 | Heroes                                | Balkar Singh/Jassvinder Singh               |                                                                                        |
| 2008 | Yuvvraaj                              | Deven Yuvvraaj                              |                                                                                        |
| 2009 | Wanted                                | Radhe/Rajveer Shikhawat                     |                                                                                        |
| 2009 | Main Aurr Mrs Khanna                  | Samir Khanna                                |                                                                                        |
| 2009 | London Dreams                         | Mannu (Manjit Khosla)                       |                                                                                        |
| 2009 | Ajab Prem Ki Ghazab Kahani            | Sajátmaga                                   | Különleges megjelenés                                                                  |
| 2010 | Veer                                  | Veer                                        |                                                                                        |
| 2010 | Prem Kaa Game                         | The Sutradhaar (Narrator)                   | Különleges megjelenés                                                                  |
| 2010 | Dabangg                               | Inspector Chulbul Pandey (Robinhood Pandey) | Győztes, Filmfare Award Legjobb Film kategóriában                                      |
| 2010 | Tees Maar Khan                        | Sajátmaga                                   | Különleges megjelenés Wallah Re Wallah című dalban.                                    |
| 2011 | Ready                                 | Prem                                        | Bemutató: 2011. június 3.                                                              |
| 2011 | F.A.L.T.U                             |                                             | Post-production.                                                                       |
| 2011 | Banda Yeh Bindaas Hai                 |                                             | Post-production                                                                        |
| 2011 | Bodyguard                             |                                             | Forgatás alatt.                                                                        |

### Televíziós műsorok
- Dus Ka Dum (1-2. évad – műsorvezető)
- Bigg Boss (1-4. évad – műsorvezető (indiai való világ))